# 奇怪的她
《回到20歲》（：／ susanghan geunyeo）是一部2014年上映的韓國喜劇片，講述70歲愛說髒話的老奶奶突然變成20歲出頭花樣少女後所發生的一系列故事。本片另外被改編成中國版的《重返20歲》、泰國版的《忽然20歲》，以及韓國電視劇版《奇怪的她》等。
本片觀影人數達865萬人次，位居韓國2014年電影票房第三名。女主角沈恩敬憑藉此片獲得百想藝術大賞電影部門及春史電影節最佳女主角。

## 劇情簡介
以到處炫耀自己兒子為樂趣的70歲老奶奶吳末順，在社會和家庭中都備受嫌棄，只有鄰居管家朴老頭對她一往情深。一天，媳婦因忍受不了她的臭脾氣而心臟病發作住進了醫院，為了老婆的病情，父親潘賢哲和孩子們商量過後，最後決定將她送入養老院，無意間被末順老奶奶聽到。末順老奶奶在傷心無奈之下，決定離家出走，在街上徘徊時，經過了一家“青春照相館”，想到自己年事已高，恐怕時日無多，於是想要拍張遺像留存，不料在快門按下之際，她竟然變身成為了20歲的青春少女……

## 演員陣容
| 演員   | 角色   | 備註                                               | 《重返20歲》 對照演員 | 《重返20歲》 對照角色 | TVB粤語配音 | 台灣國語配音 |
| 沈恩敬 | 吳杜莉 | 回到20歲的末順，改名為吳杜莉，韓語發音音近奧黛麗。 | 楊子姍                | 孟麗君                | 凌晞        | 馮友薇       |
| 羅文姬 | 吳末順 | 愛說髒話的70歲老奶奶                               | 歸亞蕾                | 沈夢君                | 雷碧娜      | 馮友薇       |
| 朴仁煥 | 老朴   | 吳末順的前管家，單戀末順許久                       | 王德順                | 李大海                | 譚炳文      | 孫中台       |
| 金秀賢 | 老朴   | 年輕的老朴（客串）                                 |                       |                       | 張裕東      | 宋克軍       |
| 成東鎰 | 潘賢哲 | 專攻老年人研究的大學教授，末順的兒子               | 趙立新                | 項國斌                | 潘文柏      |              |
| 黃汀旼 | 愛子   | 賢哲的妻子，末順的媳婦。                           | 李宜娟                | 楊琴                  | 伍秀霞      | 馮美麗       |
| 金瑟琪 | 潘荷娜 | 末順的孫女                                         | 尹航                  | 項欣然                | 何寶珊      |              |
| 振永   | 潘志赫 | 末順的孫子，半地下樂團的團長                       | 鹿晗                  | 項前進                | 陳成港      |              |
| 李陣郁 | 韓勝宇 | 音樂節目製作人                                     | 陳柏霖                | 譚子明                | 麥皓豐      | 吳文民       |
| 金賢淑 | 朴娜英 | 老朴的女兒                                         | 林叢                  | 李曉燕                | 陳琴雲      |              |
| 河戀姝 | 秀妍   | 韓製作人的助理                                     | 夏子涵                | Cindy                 | 何璐怡      | 陳美貞       |
| 黃英熙 |        | 中華料理飯店老闆娘                                 |                       |                       | 許盈        | 陳美貞       |
| 鄭仁基 |        | 賢哲的醫生朋友（客串）                             |                       |                       | 張錦江      |              |
| 張光   |        | 照相館攝影師（客串）                               |                       |                       | 張炳強      | 宋克軍       |
| 崔華靜 |        | 電台DJ（客串）                                     |                       |                       |             |              |

## 票房
該片為韓國2014年春節期間最賣座的本土電影，1月22日上映後一直被迪士尼動畫片《冰雪奇緣》和其他同時上映的新片壓在第2至3名，1月31日蟬聯兩天榜首之後，2月2日再次被《冰雪奇緣》趕超，但兩者單日觀影人數差距不大。上映11天觀影人數達300萬，21天突破600萬。總觀影人數約865萬，位居韓國2014年電影票房第三名。

## 音樂
- 電影原聲帶
  - 沈恩敬-雨水（빗물）
  - 韓秀妍-半地下人生（반지하 인생）
  - 沈恩敬-去洛城的話（나성에 가면）
  - 沈恩敬-白色蝴蝶（하얀 나비）
  - 沈恩敬-再一次（한번 더）
- 其他配樂
  - Roy Orbison1964年歌曲《Oh, Pretty Woman（英语：Oh, Pretty Woman）》（女主角購買衣服時，背景音樂）

## 獲獎
- 第19屆春史電影獎[5][6]
  - 女主角獎：沈恩敬
  - 劇本獎
- 第6屆沖繩國際電影節（日语：沖縄国際映画祭）[7]
  - 和平單元人氣奬（海人奬）
- 第50屆百想藝術大賞[8][9]
  - 電影部門女子最優秀演技賞：沈恩敬
- Director`s CUT Awards
  - 女主角獎：沈恩敬

## 相關作品
- 《奇怪的她》（日本電影）
- 《忽然20歲》（泰國電影）
- 《奇怪的她》（韓國電視劇）
- 《重返20歲》（中國電影）
- 《重返20岁》（中國電視劇）

## 外部連結
- NAVER電影（页面存档备份，存于）
- 官方网站 
- 《奇怪的她》在HanCinema的页面（英文） 
- 互联网电影数据库（IMDb）上《奇怪的她》的资料（英文）
- 豆瓣电影上《奇怪的她》的資料 （简体中文）
- 爛番茄上《奇怪的她》的資料（英文）